# Gökmen Tanis
Gökmen Tanis (Turks: Gökmen Tanış, Yozgat, 2 juli 1981) is de tot levenslang veroordeelde dader van de aanslag in Utrecht op 18 maart 2019 in een sneltram op het 24 Oktoberplein in Utrecht.

## Leven
Tanis groeide op in Turkije en verhuisde in 1993 met zijn ouders en twee broers naar Nederland. Zijn ouders scheidden in 2008, waarna hij het contact met zijn vader verloor. Tot 2017 woonde hij hoofdzakelijk bij zijn moeder.
In de Utrechtse wijk Kanaleneiland stond Tanis vanwege zijn haarkleur bekend als 'De Rode Turk' of 'Lokman'. Vanaf 2011 kampte hij met periodieke harddrugsverslavingen. Volgens familie en buurtbewoners was hij onder invloed van drugs zeer agressief en werd hij, buiten contact met andere gebruikers, meestal alleen gezien.
Ten tijde van zijn arrestatie dreigde een huisuitzetting wegens huurachterstand en had hij openstaande boetes. Hoewel hij op dat moment alleen woonde, was hij naar verluidt verloofd en had hij trouwplannen.

## Strafblad

### Eerdere feiten
Er is geen zekerheid of Tanis veroordeeld is voor de lichtere feiten die in de media aan hem toegeschreven werden. In 2011 heeft hij zijn aversie tegen de democratie uitgesproken voor de camera van GeenStijlTV en de verslaggeefster meermaals voor hoer en slet uitgemaakt omdat hij niet te spreken was over haar manier van kleden. Overige feiten waarover is gesproken, betreffen een inbraak in een vrachtwagen in 2012, winkeldiefstal in 2014 en in datzelfde jaar ook het bespugen van een politieagent en rijden onder invloed. In 2016 zou hij zijn cel vernield hebben, nadat hij was gearresteerd voor het ingooien van een ruit. In 2017 zou Tanis ook een verslaggever van GeenStijlTV hebben aangevallen.

### Schieten op een flat (2013)
In 2013 schoot Tanis met een pistool op een flat in de wijk Kanaleneiland in Utrecht, zonder daarbij iemand te raken. Voor dat laatste feit is hij echter niet veroordeeld tot poging tot doodslag, zoals in de media gemeld werd, maar veroordeeld voor verboden wapenbezit. De rechter legde hem 150 dagen gevangenisstraf op, waarvan 49 voorwaardelijk.

### Verkrachting (2017)
In juli 2017 heeft Tanis in Utrecht een vrouw verkracht. Op 25 augustus 2017 werd hij voor dit feit in voorlopige hechtenis gezet. Op zijn verzoek schorste de Rechtbank Midden-Nederland op 21 september 2017 zijn hechtenis onder voorwaarden en kwam hij op vrije voeten. Op 4 januari 2019 werd de hechtenis hervat nadat Tanis zich niet aan de voorwaarden bleek te houden, waaronder het meewerken aan een persoonlijkheidsonderzoek en een rapport van de reclassering. Tanis werd op dat moment weer in de cel gezet, maar verzocht vrijwel direct weer om schorsing onder de belofte dat hij zich nu wel aan de voorwaarden zou gaan houden.
Dit laatste verzoek werd op 22 januari 2019 door de rechtbank afgewezen, maar het Gerechtshof Arnhem-Leeuwarden wees het verzoek per 1 maart 2019 in hoger beroep alsnog toe. Per die datum kwam Tanis dan ook weer op vrije voeten. Op 4 maart 2019 was er een regiezitting bij de rechtbank, waarop de voortgang van het onderzoek naar de persoonlijkheid van Tanis werd besproken, echter er werd niet meer op de voorlopige hechtenis ingegaan na het arrest van het Gerechtshof. Hij is later op 27 mei 2020 schuldig bevonden door de rechtbank. Omdat Tanis al een levenslange celstraf uit zou moeten zitten (vanwege de aanslag), heeft hij geen aanvullende straf gekregen.

### Fietsendiefstal en inbraak (2018)
Op diezelfde 4 maart 2019 stond Tanis voor de politierechter omdat hij werd verdacht van fietsendiefstal op 15 oktober 2018. Hij werd diezelfde dag veroordeeld tot twee weken gevangenisstraf, waarvan één voorwaardelijk. Een dag later werd hij door de politierechter veroordeeld tot vier maanden cel voor een inbraak op 13 september 2018 in Utrecht. In beide zaken zijn de uitspraken op 18 maart 2019 nog niet onherroepelijk.

## Aanslag op het 24 Oktoberplein (2019)
Op 18 maart 2019 opende Tanis om 10:45 uur het vuur in een Utrechtse sneltram. Hij schoot op passagiers en later buiten de tram ook op omstanders die te hulp schoten. Drie mensen overleden ter plekke en zeven anderen raakten zwaargewond. Eén van hen bezweek tien dagen later alsnog aan zijn verwondingen, wat het dodental op vier bracht.
De politie kon Tanis snel identificeren aan de hand van beelden van een bewakingscamera in de tram. Dit was het begin van een grootschalige klopjacht, waarbij de politie tevergeefs diverse invallen deed in en rond Utrecht.
Tanis bleef tot na 18:00 uur voortvluchtig. Kort voor zijn arrestatie gebruikte hij een geleende telefoon om in te loggen voor internetbankieren. Deze actie leidde de politie naar een woning aan het Oudenoord, waar een arrestatieteam van de Dienst Speciale Interventies hem even later oppakte.

## Proces
De tenlastelegging tegen Tanis omvatte moord (art. 289 Sr), subsidiair doodslag (art. 287 Sr) en bedreiging (art. 285 Sr). Al deze feiten werden hem ten laste gelegd met een terroristisch oogmerk (art. 83 en 83a Sr). Het Openbaar Ministerie baseerde de verdenking van een terroristisch motief op een briefje dat de verdachte in de vluchtauto had achtergelaten en op uitlatingen die hij tijdens zijn verhoor deed. Op het briefje stond de volgende tekst, vermelde RTV Utrecht: 
"Jullie maken moslims dood en willen ons geloof van ons afpakken, maar gaat niet lukken. Allah is groot."
Het proces tegen Tanis ging op 1 juli 2019 van start met een eerste pro-formazitting. Tanis weigerde zich in zijn proces te laten bijstaan door een advocaat en zei, omdat hij geen democraat is, ook de rechtbank niet te erkennen. Tijdens de zitting toonde Tanis geen berouw. Op de vraag van de rechtbank wie hij was om vier onschuldige mensen dood te schieten, reageerde Tanis; "wie zijn jullie om moslims te doden?".
In de zomer van 2019 werd hij, gedurende zeven weken, voor onderzoek omtrent zijn geestvermogens, overgebracht naar het Pieter Baan Centrum. Uit dat onderzoek kwam onder meer naar voren dat hij een lichte verstandelijke beperking heeft alsmede persoonlijkheidsstoornissen.
De rechtbank bepaalde in december 2019 dat Tanis ondanks het verzoek van zijn advocaat André Seebregts niet alsnog zijn eigen verdediging mag voeren omdat er een vermoeden is van een gebrekkige ontwikkeling bij de verdachte, en heeft daarbij Mr. Seebregts toch aangesteld als advocaat.
Op 5 maart 2020 eiste het Openbaar Ministerie een levenslange gevangenisstraf tegen Tanis.
Tanis werd vanwege zijn gedrag tijdens het proces meerdere keren de rechtszaal uitgezet. Zo stak hij zijn middelvinger op naar de rechters en naar de vader van een van de overleden slachtoffers, maakte kusgebaren naar de officieren van justitie, spuugde naar zijn eigen advocaat en naar de voorzitter van de rechtbank, glimlachte toen slachtoffers en nabestaanden gebruikmaakten van hun spreekrecht, weigerde vragen van de rechter te beantwoorden, maakte voortdurend tikkende geluiden op de tafel en daagde de agenten uit. Nadat een van zijn slachtoffers, die blijvend letsel had overgehouden, tegen hem had gezegd "Gökmen, je hebt me niet verslagen", reageerde hij met "Jammer, jammer", wat leidde tot zeer emotionele reacties bij het slachtoffer en woedende reacties onder de aanwezigen in de rechtszaal. Toen hem gevraagd werd wat hij ervan vond dat er levenslange gevangenisstraf tegen hem geëist werd, zei hij tegen de voorzitter van de rechtbank: "Ik pis op jullie allemaal, hoerenkinderen." en "Doe de groeten aan jouw moeder". Tijdens het proces toonde Tanis geen enkele vorm van spijt of berouw.

## Uitspraak
Op 20 maart 2020 werd Tanis door de rechtbank in Utrecht schuldig bevonden aan viervoudige moord, drie keer poging tot moord en bedreiging met een terroristisch misdrijf. De rechtbank achtte de kans op herhaling groot en vond een levenslange gevangenisstraf de enige optie. Tanis ging niet in hoger beroep. Onduidelijk is echter of hij na vijfentwintig jaar een verzoek kan doen voor herziening van zijn straf. Advocaat Sébas Diekstra bepleitte namens een van de nabestaanden om dit 'wegingsmoment' bij voorbaat te blokkeren, zo vertelde Diekstra in de RTL-talkshow Jinek.

## Gedrag tijdens gevangenschap
Op 17 februari 2021 heeft Tanis een bewaker van de Penitentiaire Inrichting Rotterdam, afdeling: De schie, in het gezicht gestoken met een shank, een zelf vervaardigd steekwapen. Op 17 oktober 2021 heeft Tanis na te zijn aangesproken op zijn gedrag vernielingen aangericht in de recreatieruimte en een pan met hete vloeistof naar een gevangenismedewerker gegooid. Ondanks het gegeven dat Tanis een levenslange gevangenisstraf opgelegd heeft gekregen, werd in november 2023 tien jaar cel geëist tegen Tanis voor het neersteken van de bewaker. Door de rechter werd vervolgens geen straf opgelegd aangezien Tanis al levenslang uitzit. Daartegen ging het Openbaar Ministerie in hoger beroep en eiste in dit beroep 7 jaar cel. Op 27 november 2024 werd Tanis conform de eis tot 7 jaar cel veroordeeld.
Tanis kan in 2044 (na vijfentwintig jaar gedetineerd te zijn) gratie aanvragen. De nieuwste veroordelingen zullen die gratie bemoeilijken.
In maart 2022 werd Tanis vanwege zijn terroristische daad het Nederlanderschap ontnomen. Bij eventuele gratie is hij ongewenst vreemdeling en moet hij het land verlaten.